# Helmut Dziuba
Helmut Dziuba (* 2. Februar 1933 in Dresden; † 19. April 2012 in Berlin) war ein deutscher Regisseur und Autor.

## Leben

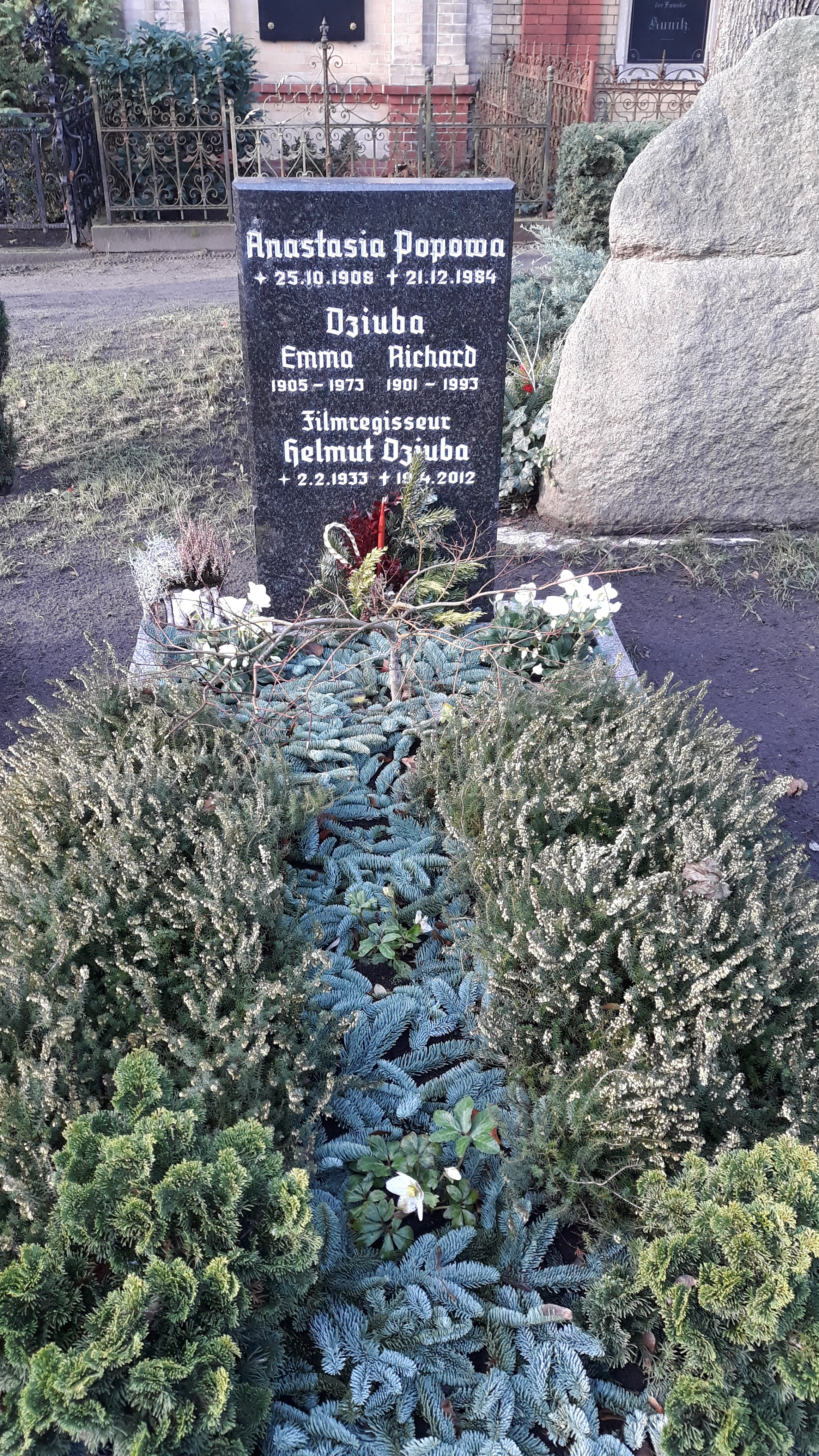
Grab von Helmut Dziuba im Familiengrab

Nach seinem Schulabschluss erlernte er den Beruf des Starkstrom-Monteurs. Dziuba, der seit seiner Jugend beim Mitteldeutschen Rundfunk in Dresden als Redakteur und Kabarettist arbeitete, holte sein Abitur nach und studierte ab 1953 Regie an der Filmhochschule WGIK in Moskau.
Während des Studiums arbeitete er beim Moskauer Rundfunk als Journalist und Regisseur von Hörspielen. Daneben fertigte er 1958 seinen ersten Film. Für das sowjetische Staatsfernsehen verfilmte Dziuba Erich Maria Remarques Stück Die letzte Station unter dem Titel Из пепла (Iz pepla; dt. Titel: Aus der Asche).
Nach Abschluss seines Studiums im Jahr 1962 kehrte Dziuba in die DDR zurück und begann als Regieassistent bei der DEFA. Unter anderen assistierte er Frank Beyer bei der Verfilmung von Karbid und Sauerampfer. Ab 1968 arbeitete er dann als Regisseur bei verschiedenen eigenen Projekten. Einen Namen machte er sich vor allem als Regisseur von Kinder- und Jugendfilmen, insbesondere als Verfilmer von Klassikern der DDR-Kinderliteratur. Manche der Filme widmeten sich der deutschen Geschichte in der ersten Hälfte des 20. Jahrhunderts, andere befassten sich auch kritisch mit dem Zustand der DDR. Sein Film Verbotene Liebe gehörte zu einer Reihe von Filmen, die gegen Ende der DDR entstanden und die Gründe für die Probleme des Landes klar benannten. Schon sein Film Erscheinen Pflicht aus dem Jahr 1984 war kritisch.
In der DDR war Dziuba hoch dekoriert, etwa mit dem Heinrich-Greif-Preis im Jahr 1982 und dem Kunstpreis der DDR 1986. Für seinen ersten Nachwende-Film Jana und Jan erhielt er 1992 den Bayerischen Filmpreis. 2004 folgte der Deutsche Filmpreis.
Dziuba lebte mit seiner Ehefrau in Berlin-Friedrichshagen. Er wurde auf dem Evangelischen Friedhof Berlin-Friedrichshagen bestattet.

## Filmografie
- 1969: Mohr und die Raben von London (Regie und Drehbuch)
- 1972: Laut und leise ist die Liebe (Regie und Drehbuch)
- 1974: Der Untergang der Emma (Regie und Drehbuch)
- 1978: Rotschlipse (Regie)
- 1979: Chiffriert an Chef – Ausfall Nr. 5 (Regie)
- 1981: Als Unku Edes Freundin war (Regie)
- 1982: Sabine Kleist, 7 Jahre… (Regie und Drehbuch)
- 1984: Erscheinen Pflicht (Regie und Drehbuch)
- 1986: Jan auf der Zille (Regie und Drehbuch)
- 1990: Verbotene Liebe (Regie und Drehbuch)
- 1992: Jana und Jan (Regie und Drehbuch)
- 2004: Die Blindgänger (nur Drehbuch)